# Salute
Salute ist ein US-amerikanisches Filmdrama von David Butler und John Ford aus dem Jahr 1929.

## Handlung
John Randall ist ein Kadett der Army und in West Point stationiert. Paul, sein jüngerer Bruder, ist Fähnrich an der Naval Academy. John hilft seinem Bruder, mit Nancy zusammenzukommen. Jedes Mal, wenn Paul versucht, Nancy zu beeindrucken, gelingt es ihm nicht, da ihm ein Fauxpas unterläuft. In einem Footballspiel kann er Nancy doch mit dem entscheidenden Touchdown beeindrucken.

## Hintergrund
Der Film wurde von der Produktionsfirma Fox Film Corporation fertiggestellt. Der Film wurde in Mono und Schwarz-Weiß, bei einem Seitenverhältnis von 1,20:1 auf einem 35-mm-Film, aufgenommen. Dabei diente die U.S. Naval Academy in Annapolis, Maryland als Schauplatz.
Der Film Salute feierte am 1. September 1929 in den USA seine Premiere.

## Rezeption
Mordaunt Hall von der New York Times war von der „Filmumsetzung und dem Ton beeindruckt“.